# 佐藤伝蔵 (地質学者)
佐藤 伝蔵（さとう でんぞう、旧字体：佐藤󠄁 傳藏、1870年5月15日（明治3年4月15日） - 1928年（昭和3年）8月26日）は、日本の地球科学者。専門は地質学・鉱物学。

## 経歴
現在の熊本県熊本市に生まれる。1892年（明治25年）23歳の時、第五高等中学校を卒業し、帝国大学理科大学地質学科に入学し、地質鉱物学・人類学を研究する。
1893年（明治26年）、東京地質学会の創立に関わり、機関誌『地質学雑誌』創刊号の巻頭言を執筆する。
1895年（明治28年）26歳の時、帝国大学理科大学地質学科を卒業し、1898年まで理科大学助手（人類学教室、坪井正五郎教授）を務める（帝国大学は1897年に東京帝国大学に改称）。その間、国内各地を旅行し、人類学や考古学の研究をする。一方、1897年から1898年の間、学習院で地文学を講義した。
同年東京高等師範学校講師を経て教授となり、逝去まで地質学・鉱物学の研究・教育を行う。この間、学習院教授・東京帝国大学講師・地質調査所技師などを兼任。地質図幅の作成に尽力したほか、火山・温泉・珪藻土の調査・研究でも業績を残した。多くの教科書を執筆し、黎明期の日本の地質学・鉱物学の発展に多大の貢献をしたことが特筆される。
諏訪湖畔にて客死した。満58歳没。

## 栄典
- 1924年（大正13年）4月15日 - 正四位[5]

## 主な編著書
- 『地質學』博文館、1898年。
- 『大鑛物學』六盟館、1918年。
- 『岩石地質學』六盟館、1923年。
- （山﨑直方との共編）『大日本地誌全10巻』博文館、1904年 - 1915年。